# Dallas Union Station

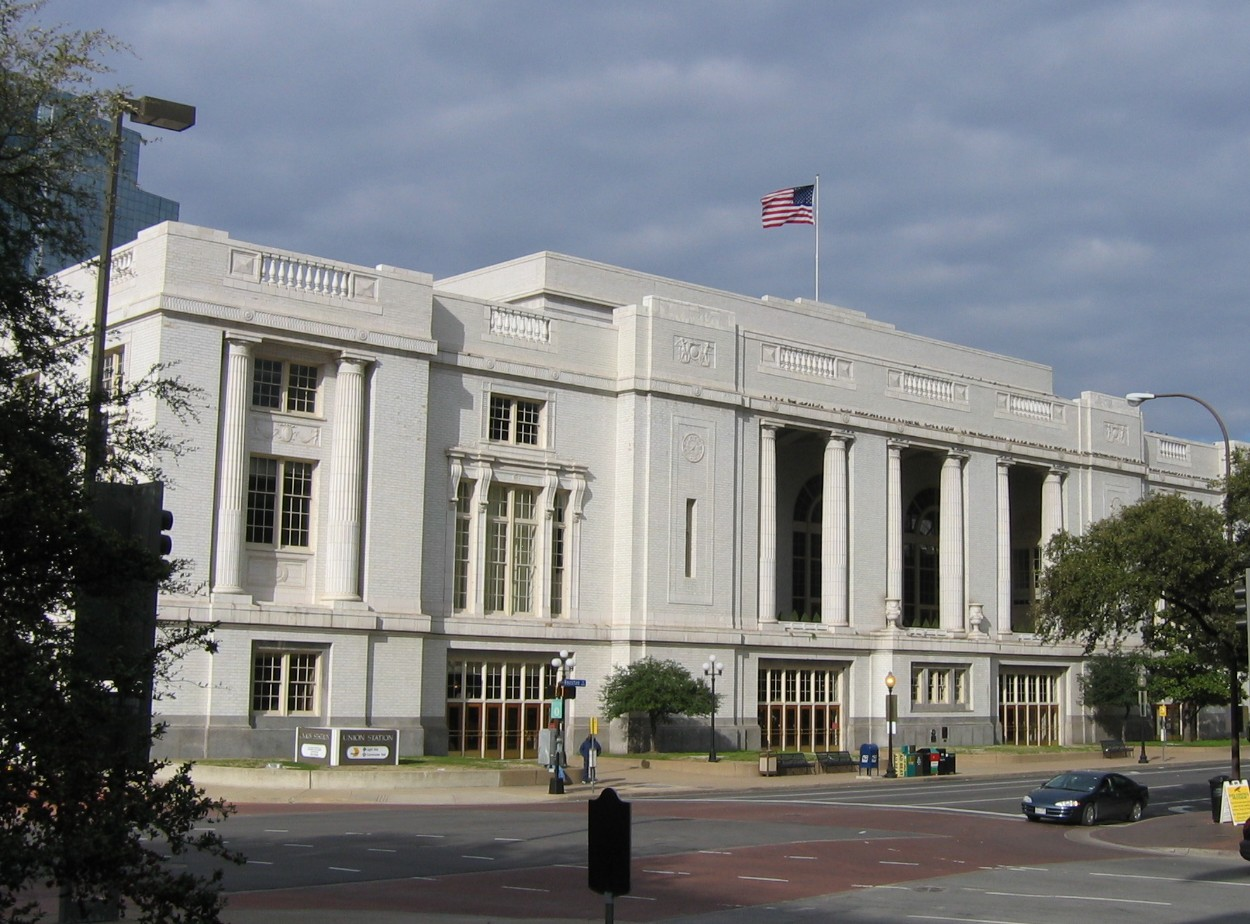
Außenansicht der Dallas Union Station

Die Dallas Union Station ist der Hauptbahnhof der texanischen Stadt Dallas. Er liegt am westlichen Ende der Innenstadt Downtown Dallas unter dem Reunion Tower, dem Wahrzeichen der Stadt.

## Geschichte
Der Staat Texas genehmigte am 12. März 1912 die Gründung der „Union Terminal Company“. Die Gesellschaft sollte einen modernen Personenbahnhof für alle nach Dallas führenden Bahnstrecken errichten. Das Aktienkapital betrug 48.000 US-Dollar. Die acht Dallas anfahrenden Bahngesellschaften Missouri, Kansas and Texas Railway (Katy); Texas and Pacific Railway; Houston and Texas Central Railroad (später Teil der Southern Pacific); Gulf, Colorado and Santa Fe Railway (später ATSF); Trinity and Brazos Valley Railway (später Burlington-Rock Island Railroad); St. Louis, San Francisco and Texas Railway (Frisco); Chicago, Rock Island and Gulf Railway (später CRIP); St. Louis Southwestern Railway of Texas (Cotton Belt) beteiligten sich jeweils mit einem Achtel.
Für den Bau wurden Kosten in Höhe von drei Millionen US-Dollar veranschlagt. Zur Finanzierung wurden dreißigjährige Anleihen in Höhe von 3,193 Millionen Dollar ausgegeben.
1916 wurde die damals Dallas Union Terminal genannte Station eröffnet und ersetzte die bis dahin verwendeten fünf Bahnhöfe rund um die Stadt. Zu den besten Zeiten hielten täglich 80 Züge am Hauptbahnhof von Dallas.
Ursprünglich wurde der zweite Stock als Wartehalle vorgesehen, von dem alle Bahnsteige erreicht werden konnten. Da der Bereich jedoch sehr hoch lag, wurde er kaum genutzt. Auch der Einbau von Rolltreppen half dem nicht ab. So wurde 1954 der Hauptbahnhof auch als zeitweiliger Platz der Zentralbibliothek von Dallas, der Dallas Public Library, genutzt, bevor diese in eigene Räume zog. Das Obergeschoss wird heute als Konferenzraum des Hyatt Regency Dallas genutzt, die einen direkten Zugang zwischen Hotel und der Halle im Bahnhof haben.
Der ursprünglich hochliegende Zugang wurde durch einen tiefliegenden Zugangstunnel zu den Bahnsteigen ersetzt. Mit dem Niedergang des Personenzugverkehrs wurde die Station immer weniger frequentiert, die letzte private Bahngesellschaft hielt am 31. Mai 1969. Amtrak bedient den Bahnhof seit dem 14. Mai 1974 mit einer Linie zwischen St. Louis und Laredo, die heute unter der Marke Texas Eagle verkehrt.
1983 begannen die Planungen für eine Stadtbahn, die nach einigen Verzögerungen schließlich 1996 eröffnet wurde, und einen Halt am Dallas Union Terminal hat. Die Dallas Area Rapid Transit schuf gleichzeitig noch die Regionalbahn Trinity Railway Express nach Fort Worth, die am Hauptbahnhof startet, und nach einigen Verlängerung seit 2001 auch bis in die Innenstadt von Fort Worth führt.
Seit Oktober 2016 trägt die Station die Widmung als Eddie Bernice Johnson Union Station.
Nach aktuellen Planungen wird die Endstation des Texas Central High-Speed Railway im angrenzenden Stadtteil Cedars von Dallas errichtet, etwa eine halbe Meile entfernt. Ob der staatlich geplante „Dallas-Fort Worth Core Express Service“ zur Dallas Union Station führen wird, ist im noch frühen Planungsstadium unklar.